# Strømmen Idrettsforening 2016
Questa voce raccoglie le informazioni riguardanti lo Strømmen Idrettsforening nelle competizioni ufficiali della stagione 2016.

## Stagione
Il 16 dicembre 2015 sono stati compilati i calendari in vista della nuova stagione, con lo Strømmen che avrebbe disputato la 1ª giornata nel weekend del 3 aprile andando a far visita al Sandefjord, alla Komplett Arena.
Il 1º aprile è stato sorteggiato il primo turno del Norgesmesterskapet 2016: lo Strømmen avrebbe così fatto visita allo Skeid. Al secondo turno, la squadra è stata sorteggiata contro il Notodden. Al turno successivo, lo Strømmen avrebbe fatto visita al Kongsvinger. In questa sfida, la squadra è stata sconfitta ai tiri di rigore, dopo il pareggio maturato al termine dei tempi supplementari, salutando così la competizione.

## Maglie e sponsor
Lo sponsor tecnico per la stagione 2016 è stato Umbro, mentre lo sponsor ufficiale è stato Strømmen Sparebank. La divisa casalinga era composta da una maglietta grigia con rifiniture rosse, con pantaloncini e calzettoni rossi. Quella da trasferta prevedeva una divisa totalmente nera.
| Casa | Trasferta |

## Rosa
| N. |                      | Ruolo | Calciatore         |
| -- | -------------------- | ----- | ------------------ |
| 1  | Norvegia (bandiera)  | P     | Tarjei Aase Omenås |
| 2  | Norvegia (bandiera)  | D     | Frode Bjørnevik    |
| 2  | Norvegia (bandiera)  | D     | Markus Nakkim      |
| 3  | Danimarca (bandiera) | D     | Thor Lange         |
| 4  | Norvegia (bandiera)  | D     | Kristian Jahr      |
| 5  | Norvegia (bandiera)  | D     | Steinar Strømnes   |
| 6  | Norvegia (bandiera)  | D     | Fredrik Nilsen     |
| 7  | Norvegia (bandiera)  | C     | Olav Øby           |
| 8  | Norvegia (bandiera)  | C     | Mathias Blårud     |
| 9  | Norvegia (bandiera)  | A     | Markus Brændsrød   |
| 10 | Norvegia (bandiera)  | A     | Mustapha Achrifi   |
| 11 | Norvegia (bandiera)  | A     | Nasir Dernjani     |
| 12 | Norvegia (bandiera)  | P     | Stian Bolstad      |

| N. |                     | Ruolo | Calciatore           |
| -- | ------------------- | ----- | -------------------- |
| 14 | Norvegia (bandiera) | C     | Ulrich Østigård Ness |
| 16 | Norvegia (bandiera) | C     | Espen Rødsand        |
| 17 | Norvegia (bandiera) | C     | Kristian Bjørndalen  |
| 19 | Germania (bandiera) | A     | Joy-Slayd Mickels    |
| 19 | Svezia (bandiera)   | D     | Viktor Adebahr       |
| 20 | Norvegia (bandiera) | C     | Aleksander Melgalvis |
| 21 | Norvegia (bandiera) | D     | Johannes Grødtlien   |
| 22 | Norvegia (bandiera) | A     | Ole Marius Aasen     |
| 23 | Norvegia (bandiera) | D     | Pål Steffen Andresen |
| 30 | Norvegia (bandiera) | P     | Jon Knudsen          |
| 33 | Norvegia (bandiera) | C     | Martin Trøen         |
| 82 | Senegal (bandiera)  | A     | Madiou Konate        |
| 88 | Norvegia (bandiera) | C     | Stian Rasch          |

## Calciomercato

### Sessione invernale(dal 01/01 al 31/03)
| Arrivi | Arrivi             | Arrivi          | Arrivi     |
| R.     | Nome               | da              | Modalità   |
| ------ | ------------------ | --------------- | ---------- |
| P      | Tarjei Aase Omenås | Hønefoss        | definitivo |
| D      | Viktor Adebahr     | Ullensaker/Kisa | definitivo |
| D      | Markus Nakkim      | Vålerenga       | prestito   |
| C      | Olav Øby           | Sarpsborg 08    | prestito   |
| C      | Stian Rasch        | Mjøndalen       | definitivo |
| A      | Markus Brændsrød   | Lillestrøm      | prestito   |
| A      | Nasir Dernjani     | Skeid           | definitivo |

| Partenze | Partenze                | Partenze   | Partenze   |
| R.       | Nome                    | a          | Modalità   |
| -------- | ----------------------- | ---------- | ---------- |
| P        | Simon Thomas            |            | svincolato |
| D        | Peter Sørensen Nergaard | Ljungskile | definitivo |
| C        | Vetle Dragsnes          |            | svincolato |
| C        | Daniel Moen Hansen      |            | svincolato |
| C        | Eirik Schulze           |            | svincolato |
| A        | Martin Ramsland         | Sogndal    | definitivo |

### Sessione estiva(dal 21/07 al 17/08)
| Arrivi | Arrivi            | Arrivi        | Arrivi     |
| R.     | Nome              | da            | Modalità   |
| ------ | ----------------- | ------------- | ---------- |
| C      | Martin Trøen      | Eidsvold Turn | definitivo |
| A      | Joy-Slayd Mickels |               | svincolato |

| Partenze | Partenze           | Partenze    | Partenze      |
| R.       | Nome               | a           | Modalità      |
| -------- | ------------------ | ----------- | ------------- |
| D        | Viktor Adebahr     | Kvik Halden | definitivo    |
| D        | Johannes Grødtlien | Moss        | prestito      |
| D        | Markus Nakkim      | Vålerenga   | fine prestito |

## Risultati

### 1. divisjon

#### Girone di andata
| Arbitro: | Hansen (Oslo) |

|                                            |           |         |
| Kovács 1’ Mjelde 5’ Sødlund 77’ Sellin 80’ | Marcatori | 26’ Øby |

| Strømmen 10 aprile 2016, ore 15:30 2ª giornata | Strømmen       | 0 – 0 referto | Fredrikstad | Strømmen Stadion (1.038 spett.)\| Arbitro: \| Hauge (Bergen) \| |
| Arbitro:                                       | Hauge (Bergen) |               |             |                                                                 |

| Arbitro: | Tennøy (Bergen) |

|               |           |               |
| Pellegrino 2’ | Marcatori | 19’ Melgalvis |

| Strømmen 24 aprile 2016, ore 18:00 4ª giornata | Strømmen      | 0 – 0 referto | Åsane | Strømmen Stadion (282 spett.)\| Arbitro: \| Hansen (Oslo) \| |
| Arbitro:                                       | Hansen (Oslo) |               |       |                                                              |

| Arbitro: | Gjermshus (Oslo) |

|                     |           |                           |
| Antwi 30’ Myhre 58’ | Marcatori | 8’ Melgalvis 15’ Strømnes |

| Arbitro: | Jonsson Trædal (Oslo) |

|                       |           |                     |
| Achrifi 28’ Rasch 36’ | Marcatori | 55’ Ulland Andersen |

| Arbitro: | Amland (Bergen) |

|          |           |                          |
| Dahl 17’ | Marcatori | 9’, 68’ Rasch 70’ Konate |

| Arbitro: | Hauge (Bergen) |

|                      |           |               |
| Lange 3’ Achrifi 19’ | Marcatori | 26’ Ellingsen |

| Arbitro: | Tennøy (Bergen) |

|                                                    |           |           |
| Kvande 17’ Stene 40’ (rig.), 76’ Øwre Gjertsen 52’ | Marcatori | 10’ Rasch |

| Arbitro: | Hagenes (Marikollen) |

|                    |           |                               |
| Blårud 45’ Øby 48’ | Marcatori | 51’ Fjelde 55’ Retsius Grødem |

| Arbitro: | Smehus Kringstad (Oslo) |

|                   |           |                         |
| Østigård Ness 81’ | Marcatori | 33’ Bamba 39’, 89’ Diop |

| Arbitro: | Hauge (Bergen) |

|                 |           |                     |
| Stokke 21’, 41’ | Marcatori | 50’ Aasen 90’ Rasch |

| Arbitro: | Amland (Bergen) |

|                                      |           |             |
| Rasch 9’ Brændsrød 38’ Melgalvis 57’ | Marcatori | 53’ Engblom |

| Arbitro: | Saggi (Drammen) |

|                                  |           |  |
| Ødemarksbakken 32’ Henriksen 78’ | Marcatori |  |

| Arbitro: | Følstad Skarsem (Trondheim) |

|                                              |           |  |
| Aasen 7’ Melgalvis 21’ Øby 78’ Brændsrød 90’ | Marcatori |  |

#### Girone di ritorno
| Arbitro: | Hansen (Oslo) |

|  |           |                    |
|  | Marcatori | 74’ (aut.) Wemberg |

| Arbitro: | Hagenes (Marikollen) |

|             |           |  |
| Eriksen 88’ | Marcatori |  |

| Arbitro: | Tennøy (Bergen) |

|                |           |           |
| Trøen 70’, 71’ | Marcatori | 37’ Hopen |

| Arbitro: | Hansen (Oslo) |

|                     |           |  |
| Mendy 18’ Bamba 82’ | Marcatori |  |

| Strømmen 31 luglio 2016, ore 18:00 20ª giornata                     | Strømmen  | 2 – 1 referto | Ranheim | Strømmen Stadion (326 spett.) |
| \| \| \| \| \| Melgalvis 63’ Aasen 88’ \| Marcatori \| 56’ Stene \| |           |               |         |                               |
|                                                                     |           |               |         |                               |
| Melgalvis 63’ Aasen 88’                                             | Marcatori | 56’ Stene     |         |                               |

| Arbitro: | Smehus Kringstad (Oslo) |

|                      |           |                    |
| Suslov 17’ Niang 90’ | Marcatori | 36’ Jahr 56’ Trøen |

| Arbitro: | Saggi (Drammen) |

|                       |           |          |
| Trøen 48’ Achrifi 65’ | Marcatori | 61’ Wiig |

| Arbitro: | Hagenes (Marikollen) |

|                                              |           |                                                                   |
| Næss 18’ Gondra Krug 48’ Dadjo 84’ Jones 90’ | Marcatori | 10’ (rig.) Achrifi 23’ Blårud 34’ (rig.) Melgalvis 44’, 67’ Trøen |

| Strømmen 11 settembre 2016, ore 15:30 24ª giornata | Strømmen              | 0 – 0 referto | Mjøndalen | Strømmen Stadion (888 spett.)\| Arbitro: \| Jonsson Trædal (Oslo) \| |
| Arbitro:                                           | Jonsson Trædal (Oslo) |               |           |                                                                      |

| Arbitro: | Saggi (Drammen) |

|                        |           |                   |
| Begby 27’ Kapidžić 54’ | Marcatori | 41’ Østigård Ness |

| Arbitro: | Hansen (Oslo) |

|                          |           |               |
| Mickels 56’ Dernjani 78’ | Marcatori | 89’ Falkeborn |

| Arbitro: | Aslam |

|                           |           |  |
| Hammersland 6’ Nygard 14’ | Marcatori |  |

| Arbitro: | Følstad Skarsem (Trondheim) |

|  |           |                            |
|  | Marcatori | 83’ Mjelde 90’, 90’ Sellin |

| Arbitro: | Amland (Bergen) |

|  |           |                                 |
|  | Marcatori | 14’ Strømnes 50’, 68’ Brændsrød |

| Arbitro: | Borgersen (Oslo) |

|                     |           |                     |
| Trøen 12’ Rasch 86’ | Marcatori | 51’ (rig.) Andersen |

### Norgesmesterskapet
| Oslo 13 aprile 2016, ore 18:00 Primo turno                                 | Skeid     | 1 – 3 referto                 | Strømmen | Nordre Åsen Kunstgress (150 spett.) |
| \| \| \| \| \| Hassan 27’ \| Marcatori \| 22’ Konate 61’, 79’ Brændsrød \| |           |                               |          |                                     |
|                                                                            |           |                               |          |                                     |
| Hassan 27’                                                                 | Marcatori | 22’ Konate 61’, 79’ Brændsrød |          |                                     |

| Strømmen 27 aprile 2016, ore 18:00 Secondo turno                                       | Strømmen  | 3 – 1 referto   | Notodden | Strømmen Stadion (206 spett.) |
| \| \| \| \| \| Melgalvis 28’ Nakkim 49’ Rødsand 55’ \| Marcatori \| 8’ (rig.) Velta \| |           |                 |          |                               |
|                                                                                        |           |                 |          |                               |
| Melgalvis 28’ Nakkim 49’ Rødsand 55’                                                   | Marcatori | 8’ (rig.) Velta |          |                               |

| Arbitro: | Lundby (Bøverbru) |

|                                             |                      |                                        |
| Maykel 77’                                  | Marcatori            | 20’ Øby                                |
| Maykel Güven Moldskred Ellingsen Sotiroglou | Tiri di rigore 4 – 3 | Konate Achrifi Nakkim Nilsen Melgalvis |

## Statistiche

### Statistiche di squadra
| Competizione       | Punti | In casa | In casa | In casa | In casa | In casa | In casa | In trasferta | In trasferta | In trasferta | In trasferta | In trasferta | In trasferta | Totale | Totale | Totale | Totale | Totale | Totale | DR |
| Competizione       | Punti | G       | V       | N       | P       | Gf      | Gs      | G            | V            | N            | P            | Gf           | Gs           | G      | V      | N      | P      | Gf     | Gs     | DR |
| ------------------ | ----- | ------- | ------- | ------- | ------- | ------- | ------- | ------------ | ------------ | ------------ | ------------ | ------------ | ------------ | ------ | ------ | ------ | ------ | ------ | ------ | -- |
| 1. divisjon        | 47    | 15      | 9       | 4       | 2       | 24      | 16      | 15           | 4            | 4            | 7            | 22           | 29           | 30     | 13     | 8      | 9      | 46     | 45     | +1 |
| Norgesmesterskapet | -     | 1       | 1       | 0       | 0       | 3       | 1       | 2            | 1            | 1            | 0            | 4            | 2            | 3      | 2      | 1      | 0      | 7      | 3      | +4 |
| Totale             | -     | 0       | 0       | 0       | 0       | 0       | 0       | 0            | 0            | 0            | 0            | 0            | 0            | 0      | 0      | 0      | 0      | 0      | 0      | 0  |

### Andamento in campionato
| Giornata  | 1  | 2  | 3  | 4  | 5  | 6 | 7 | 8 | 9 | 10 | 11 | 12 | 13 | 14 | 15 | 16 | 17 | 18 | 19 | 20 | 21 | 22 | 23 | 24 | 25 | 26 | 27 | 28 | 29 | 30 |
| --------- | -- | -- | -- | -- | -- | - | - | - | - | -- | -- | -- | -- | -- | -- | -- | -- | -- | -- | -- | -- | -- | -- | -- | -- | -- | -- | -- | -- | -- |
| Luogo     | T  | C  | T  | C  | T  | C | T | C | T | C  | C  | T  | C  | T  | C  | T  | T  | C  | T  | C  | T  | C  | T  | C  | T  | C  | T  | C  | T  | C  |
| Risultato | P  | N  | N  | N  | N  | V | V | V | P | N  | P  | N  | V  | P  | V  | V  | P  | V  | P  | V  | N  | V  | V  | N  | P  | V  | P  | P  | V  | V  |
| Posizione | 15 | 16 | 13 | 13 | 14 | 9 | 7 | 6 | 8 | 8  | 9  | 10 | 8  | 10 | 9  | 6  | 8  | 6  | 9  | 8  | 8  | 7  | 6  | 6  | 7  | 7  | 7  | 8  | 8  | 7  |

Fonte:  OBOS-ligaen 2016, su altomfotball.no, Altomfotball. URL consultato il 1º aprile 2016 (archiviato dall'url originale il 12 marzo 2016).
Legenda:

Luogo: C = Casa; T = Trasferta. Risultato: V = Vittoria; N = Pareggio; P = Sconfitta.

### Statistiche dei giocatori
| Giocatore        | 1. divisjon | 1. divisjon | 1. divisjon | 1. divisjon | Norgesmesterskapet | Norgesmesterskapet | Norgesmesterskapet | Norgesmesterskapet | Coppe europee | Coppe europee | Coppe europee | Coppe europee | Altre coppe | Altre coppe | Altre coppe | Altre coppe | Totale   | Totale | Totale      | Totale     |
| Giocatore        | Presenze    | Reti        | Ammonizioni | Espulsioni  | Presenze           | Reti               | Ammonizioni        | Espulsioni         | Presenze      | Reti          | Ammonizioni   | Espulsioni    | Presenze    | Reti        | Ammonizioni | Espulsioni  | Presenze | Reti   | Ammonizioni | Espulsioni |
| ---------------- | ----------- | ----------- | ----------- | ----------- | ------------------ | ------------------ | ------------------ | ------------------ | ------------- | ------------- | ------------- | ------------- | ----------- | ----------- | ----------- | ----------- | -------- | ------ | ----------- | ---------- |
| T. Aase Omenås   | 23          | -32         | 0           | 0           | 1                  | -1                 | 0                  | 0                  |               |               |               |               |             |             |             |             | 24       | -33    | 0           | 0          |
| O. Aasen         | 20          | 3           | 1           | 0           | 0                  | 0                  | 0                  | 0                  |               |               |               |               |             |             |             |             | 20       | 3      | 1           | 0          |
| M. Achrifi       | 29          | 4           | 2           | 0           | 3                  | 0                  | 1                  | 0                  |               |               |               |               |             |             |             |             | 32       | 4      | 3           | 0          |
| V. Adebahr       | 9           | 0           | 0           | 0           | 3                  | 0                  | 1                  | 0                  |               |               |               |               |             |             |             |             | 12       | 0      | 1           | 0          |
| P. Andresen      | 14          | 0           | 4           | 0           | 0                  | 0                  | 0                  | 0                  |               |               |               |               |             |             |             |             | 14       | 0      | 4           | 0          |
| F. Bjørnevik     | 2           | 0           | 0           | 0           | -                  | -                  | -                  | -                  |               |               |               |               |             |             |             |             | 2        | 0      | 0           | 0          |
| K. Bjørndalen    | 2           | 0           | 0           | 0           | 0                  | 0                  | 0                  | 0                  |               |               |               |               |             |             |             |             | 2        | 0      | 0           | 0          |
| M. Blårud        | 24          | 2           | 7           | 0           | 2                  | 0                  | 0                  | 0                  |               |               |               |               |             |             |             |             | 26       | 2      | 7           | 0          |
| S. Bolstad       | 8           | -13         | 1           | 0           | 2                  | -2                 | 0                  | 0                  |               |               |               |               |             |             |             |             | 10       | -15    | 1           | 0          |
| M. Brændsrød     | 28          | 4           | 3           | 0           | 3                  | 2                  | 1                  | 0                  |               |               |               |               |             |             |             |             | 31       | 6      | 4           | 0          |
| N. Dernjani      | 19          | 1           | 0           | 0           | 3                  | 0                  | 0                  | 0                  |               |               |               |               |             |             |             |             | 22       | 1      | 0           | 0          |
| J. Grødtlien     | 0           | 0           | 0           | 0           | 1                  | 0                  | 0                  | 0                  |               |               |               |               |             |             |             |             | 1        | 0      | 0           | 0          |
| K. Jahr          | 17          | 1           | 4           | 0           | 0                  | 0                  | 0                  | 0                  |               |               |               |               |             |             |             |             | 17       | 1      | 4           | 0          |
| J. Knudsen       | 0           | -0          | 0           | 0           | 0                  | -0                 | 0                  | 0                  |               |               |               |               |             |             |             |             | 0        | 0      | 0           | 0          |
| M. Konate        | 8           | 1           | 0           | 0           | 2                  | 1                  | 0                  | 0                  |               |               |               |               |             |             |             |             | 10       | 2      | 0           | 0          |
| T. Lange         | 29          | 1           | 2           | 0           | 2                  | 0                  | 0                  | 0                  |               |               |               |               |             |             |             |             | 31       | 1      | 2           | 0          |
| A. Melgalvis     | 28          | 6           | 6           | 0           | 2                  | 1                  | 0                  | 0                  |               |               |               |               |             |             |             |             | 30       | 7      | 6           | 0          |
| J. Mickels       | 8           | 1           | 2           | 0           | -                  | -                  | -                  | -                  |               |               |               |               |             |             |             |             | 8        | 1      | 2           | 0          |
| M. Nakkim        | 14          | 0           | 1           | 0           | 3                  | 1                  | 0                  | 0                  |               |               |               |               |             |             |             |             | 17       | 1      | 1           | 0          |
| F. Nilsen        | 4           | 0           | 1           | 0           | 3                  | 0                  | 0                  | 0                  |               |               |               |               |             |             |             |             | 7        | 0      | 1           | 0          |
| O. Øby           | 29          | 3           | 4           | 0           | 3                  | 1                  | 0                  | 0                  |               |               |               |               |             |             |             |             | 32       | 4      | 4           | 0          |
| U. Østigård Ness | 24          | 2           | 4           | 0           | 1                  | 0                  | 0                  | 0                  |               |               |               |               |             |             |             |             | 25       | 2      | 4           | 0          |
| S. Rasch         | 26          | 7           | 3           | 0           | 2                  | 0                  | 0                  | 0                  |               |               |               |               |             |             |             |             | 28       | 7      | 3           | 0          |
| E. Rødsand       | 12          | 0           | 0           | 0           | 3                  | 1                  | 1                  | 0                  |               |               |               |               |             |             |             |             | 15       | 1      | 1           | 0          |
| S. Strømnes      | 29          | 2           | 0           | 0           | 3                  | 0                  | 0                  | 0                  |               |               |               |               |             |             |             |             | 32       | 2      | 0           | 0          |
| M. Trøen         | 12          | 7           | 1           | 0           | -                  | -                  | -                  | -                  |               |               |               |               |             |             |             |             | 12       | 7      | 1           | 0          |